# داني مور
داني مور (بالإنجليزية: Danny Moore)‏ هو لاعب دوري الرغبي أسترالي، ولد في 2 نوفمبر 1971 في تاونسفيل في أستراليا.